# Marnick Vermijl
Marnick Danny Vermijl, född 1 januari 1992, är en belgisk fotbollsspelare som spelar för belgiska Thes Sport. Han är försvarare och spelar oftast som högerback.

## Klubbkarriär
Vermijl kom till Manchester United säsongen 2010-2011, efter att ha varit ungdomsproffs i belgiska Standard Liège. I sin reservlagsdebut gjorde han två mål mot Shamrock Rovers i en träningsmatch, och fortsatte sedan säsongen med att starta totalt 24 matcher i reservlaget. Seniordebuten avklarades den 26 september 2012, i en ligacupmatch hemma mot Newcastle.
I juli 2020 värvades Vermijl av belgiska Thes Sport, där han återförenades med sin bror, Laurens.

## Landslagskarriär
Vermijl har spelat i belgiska landslagets ungdomslag på U17-nivå, där han spelat tolv matcher och gjort tre mål, U18-nivå, där han spelat nio matcher utan att göra mål, och U19-nivå, där han spelat 14 matcher och gjort två mål.